# Фарина (Іллінойс)
Фарина (англ. Farina) — селище (англ. village) в США, в округах Фаєтт і Меріон штату Іллінойс. Населення — 540 осіб (2020).

## Географія
Фарина розташована за координатами 38°49′47″ пн. ш. 88°46′51″ зх. д. / 38.82972° пн. ш. 88.78083° зх. д. (38.829766, -88.780930).  За даними Бюро перепису населення США в 2010 році селище мало площу 3,79 км², з яких 3,77 км² — суходіл та 0,02 км² — водойми.

## Демографія
Згідно з переписом 2010 року, у селищі мешкало 518 осіб у 216 домогосподарствах у складі 137 родин. Густота населення становила 137 осіб/км².  Було 248 помешкань (65/км²).
Расовий склад населення:
| - 100,0 % — білих |

До двох чи більше рас належало 0,0 %. Частка іспаномовних становила 0,0 % від усіх жителів.
За віковим діапазоном населення розподілялося таким чином: 24,1 % — особи молодші 18 років, 56,8 % — особи у віці 18—64 років, 19,1 % — особи у віці 65 років та старші. Медіана віку мешканця становила 41,7 року. На 100 осіб жіночої статі у селищі припадало 104,7 чоловіків;  на 100 жінок у віці від 18 років та старших — 97,5 чоловіків також старших 18 років.
Середній дохід на одне домашнє господарство  становив 52 809 доларів США (медіана — 36 719), а середній дохід на одну сім'ю — 63 974 долари (медіана — 51 875). За межею бідності перебувало 28,6 % осіб, у тому числі 63,6 % дітей у віці до 18 років та 13,1 % осіб у віці 65 років та старших.
Цивільне працевлаштоване населення становило 244 особи. Основні галузі зайнятості: виробництво — 19,3 %, освіта, охорона здоров'я та соціальна допомога — 16,4 %, роздрібна торгівля — 16,0 %.